# Fulgence Aloysius Tigga
Fulgence Aloysius Tigga (* 3. März 1965 in Katkahi, damals Bihar, heute in Jharkhand, Indien) ist ein indischer Geistlicher und römisch-katholischer Bischof von Raiganj.

## Leben
Fulgence Aloysius Tigga empfing am 3. März 1997 das Sakrament der Priesterweihe.
Am 8. Juni 2018 ernannte ihn Papst Franziskus zum Bischof von Raiganj. Der Erzbischof von Kalkutta, Thomas D’Souza, spendete ihm am 28. August desselben Jahres die Bischofsweihe; Mitkonsekratoren waren der Bischof von Bettiah, Peter Sebastian Goveas, und der Bischof von Bagdogra, Vincent Aind.